# 30 Rock
30 Rock, também conhecida como Um Maluco na TV no Brasil e Rockfeller 30 em Portugal, é uma série de televisão norte-americana de comédia de situação transmitida pela rede de televisão National Broadcasting Company (NBC) de 11 de Outubro de 2006 a 31 de Janeiro de 2013, totalizando sete temporadas e 139 episódios. Criada e protagonizada por Tina Fey, que ainda assumiu a produção executiva e foi a argumentista-chefe, foi concebida com base nas experiências de Fey enquanto trabalhava como argumentista-chefe do programa de televisão humorístico Saturday Night Live (SNL), cujo produtor executivo Lorne Michaels assumiu a mesma função em 30 Rock.  seu O título refere-se ao 30 Rockefeller Plaza, o endereço da sede da NBC na Cidade de Nova Iorque, onde a série toma lugar e era também filmada.
O enredo de 30 Rock centra-se no caos dos bastidores da produção do TGS with Tracy Jordan, um programa de variedades noturno semelhante ao SNL, e acompanha as dificuldades enfrentadas pela personagem principal Liz Lemon, desempenhada por Fey, a equilibrar as suas vidas pessoal e profissional, gerir as personalidades excêntricas dos seus colegas de trabalho e subordinados, e ainda lidar com as exigências dos executivos da NBC. Ela eventualmente desenvolve uma relação afetiva com o executivo responsável pelo TGS, uma mistura de ambição empresarial com a ligação pessoal que se torna a dinâmica central da série. O resto do elenco principal da série foi integrado por Alec Baldwin, Tracy Morgan, Jane Krakowski, Jack McBrayer, Judah Friedlander e Scott Adsit. Com o passar do tempo, mais atores foram adicionados ao elenco, tais como Katrina Bowden, Keith Powell, Lonny Ross, John Lutz, Kevin Brown, Grizz Chapman e Maulik Pancholy. Diversos companheiros de Fey com quem trabalhou no SNL, e também em outros empreendimentos de comédia, contribuíram para 30 Rock com participações especiais, guiões e realização de episódios, e ainda trabalhos técnicos. A aparição de diversas estrelas convidadas na série também se tornou um dos seus elementos de destaque, contando com uma enorme lista celebridades que participaram, muitas vezes desempenhando versões exageradas de si mesmos.
Embora tenha inicialmente dividido os analistas especialistas em televisão do horário nobre, 30 Rock rapidamente ganhou um reconhecimento crítico pelo seu humor espirituoso e irreverente e foi amplamente elogiada pela sua escrita acutilante, sátira inteligente da indústria televisiva, personagens únicas, piadas rápidas, referências à cultura popular, e quebras da quarta parede. As atuações do seu elenco foram grandemente enaltecidas e renderam-lhes diversos prémios de prestígio, especialmente Baldwin, que recebeu sete Prémios da Associação de Atores de Cinema (SAG) consecutivos. A série também recebeu inúmeros prémios e nomeações; Nos prémios Emmy, venceu 16 estatuetas de 110 nomeações, inclusive Melhor Série de Comédia por três anos consecutivos, e quebrou o recorde de nomeações em um único ano para uma série de comédia. Além disso, 30 Rock foi ainda homenageada com um Prémio Peabody em 2008.
Todavia, apesar da aclamação da crítica, a série nunca alcançou um grande sucesso em termos de audiência, rondando entre os 5 a 8 milhões de telespectadores por temporada, com picos mais elevados na terceira temporada. Mesmo assim, manteve um forte legado, sendo hoje galardoada como uma das melhores comédias de televisão de sempre, por publicações como a Rolling Stone e a Time, e ainda por organizações como a Associação de Argumentistas Norte-Americanos (WGA). O seu impacto no género das sitcoms é duradouro, influenciando diversas séries e ganhando reputação pela sua sátira mordaz da indústria televisiva. Análises contemporâneas de 30 Rock descrevem-na como como uma comédia que não se limitava a arrancar gargalhadas e também ultrapassava os limites do que a comédia televisiva podia ser: mais inteligente, mais rápida, mais referencial e assumidamente estranha. Por outro lado, reconhecem também limitações na abordagem das representações raciais e de assuntos LGBTQ+. O legado da série reside na sua capacidade de desafiar as normas sociais e de fornecer uma lente cómica através da qual se podia ver a indústria do entretenimento e as questões feministas contemporâneas, tornando-a uma pedra de toque crucial na evolução da comédia televisiva moderna.

## Antecedentes e concepção

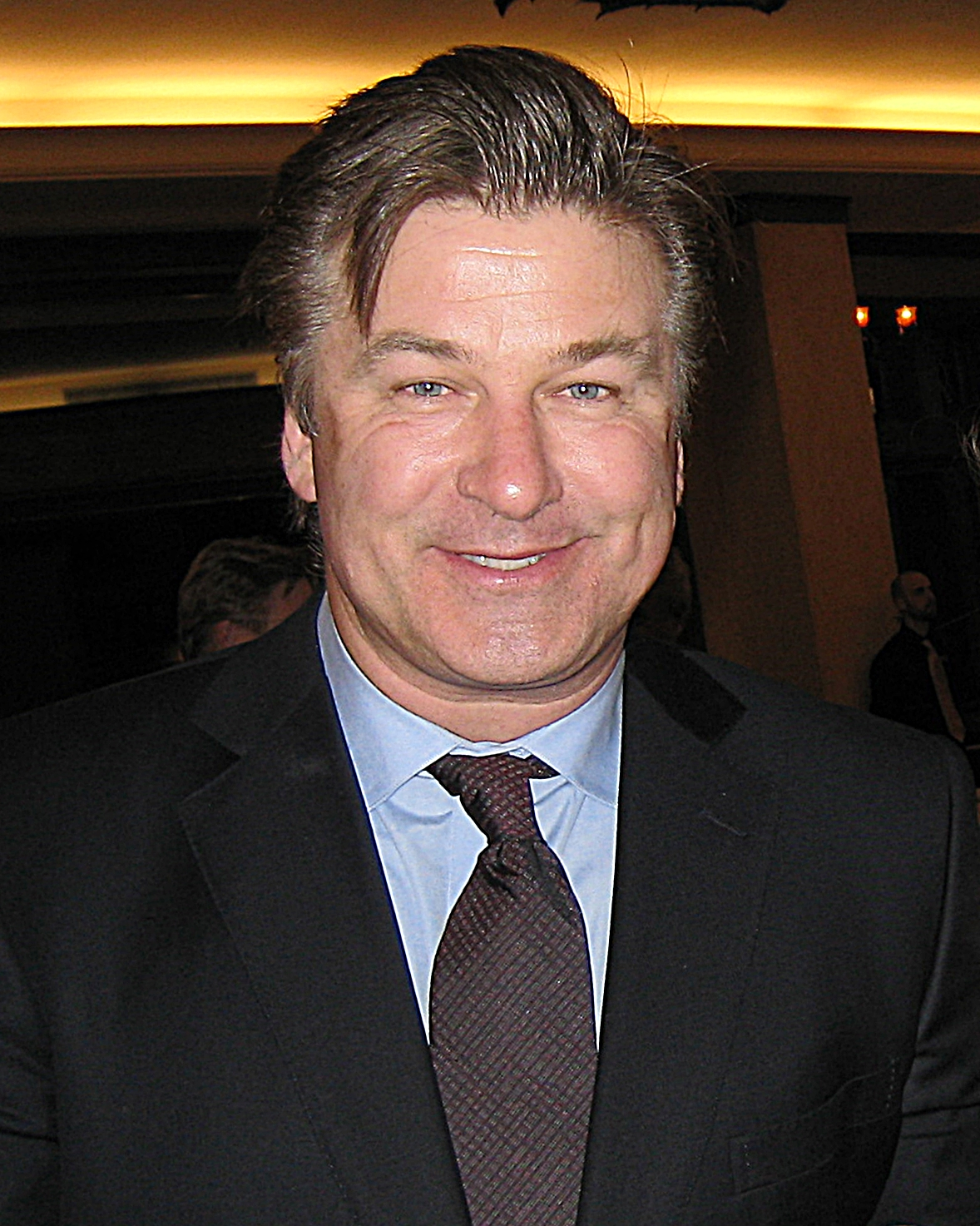
A escalação de Alec Baldwin para um papel foi um marco importante na mudança do tom de 30 Rock em relação ao seu conceito original. Ele viria a vencer um recorde de sete prémios SAG pela sua atuação.

O início da década de 2000 viu a NBC a tentar desenvolver novas comédias. A popularidade crescente de Tina Fey no programa de televisão humorístico Saturday Night Live (SNL), especialmente após o seu sucesso como co-apresentadora do segmento Weekend Update, combinada com o seu interesse pessoal de explorar os bastidores da indústria televisiva através de uma lente satírica, tornaram-na uma escolha apelativa para desenvolver um novo seriado. Kevin Reilly, presidente da divisão de entretenimento da NBC, encorajou-a a apresentar ideias para uma série de comédia. Fey pretendia criar uma comédia sobre notícias de televisão a cabo, similar a The Newsroom, mas Reilly aconselhou-a desenvolver uma versão fictícia da sua experiência no SNL, essencialmente uma visão dos bastidores de um programa de comédia em esquetes. Em 2002, ela tornou-se a argumentista-chefe feminina do SNL e, durante o seu mandato, desenvolveu uma reputação pelo seu recurso a sátira política afiada e guiões inteligentes. A sua experiência no SNL deu-lhe uma visão em primeira mão do mundo da produção televisiva, levando-a a considerar a possibilidade de criar um programa sobre o caos e o absurdo nos bastidores de um programa de comédia de esquetes transmitido ao vivo. Em Maio de 2003, Fey renovou o seu contrato com a NBC para permanecer na sua posição de argumentista-chefe do SNL entre 2004-05, como também para desenvolver um projeto a ser transmitido no horário nobre sob produção conjunta da Broadway Video e NBC Universal.
O conceito original para o programa foi intitulado The Girlie Show e era centrado num programa de comédia liderado por mulheres, tendo como foco as peripécias da equipa de produção nos bastidores. Grandemente inspirado pela experiência de Fey ao trabalhar com uma equipa de argumentistas predominantemente masculina no SNL, pretendia centrar-se mais nas dificuldades de ser uma mulher numa indústria dominada por homens. No entanto, este foco mudou com o tempo, quando ela começou a colaborar no projeto-piloto com a NBC, que não considerou o título The Girlie Show como suficientemente abrangente e temeu poder alienar o público. A rede encorajou-a a alargar o âmbito do programa para além de uma comédia em esquetes simples, levando ao desenvolvimento de um elenco mais diversificado e à decisão de trazer uma personagem inspirada em Alec Baldwin para interpretar uma figura corporativa maior, expandindo assim ainda mais o universo do programa. De modo a refletir este âmbito mais alargado, o título foi alterado para Rock Center, The Peacock e mais tarde 30 Rock, fazendo referência ao endereço da sede da NBC no número 30 da Praça Rockefeller, na Cidade de Nova Iorque. A mudança assinalou a passagem de um programa de esquetes para uma sátira mais geral da televisão, com 30 Rock tornando-se um programa sobre os absurdos de trabalhar numa rede de televisão fictícia, abrangendo não só o mundo da comédia de esquetes mas também a estranha dinâmica empresarial, as relações pessoais e a política do local de trabalho que rege a indústria do entretenimento.
O episódio piloto original de 30 Rock, anunciado durante a temporada de episódios pilotos de 2004-05, focou-se na chefe de um programa de variedades que gere a sua relação com a estrela do mesmo e o seu produtor executivo carismático. Este enredo viria mais tarde a evoluir para uma argumentista-chefe de um programa de variedades que lidava com ambas estrelas do seu programa de variedades, bem como o novo executivo da rede. De princípio, a NBC teve planos de disponibilizar as esquetes do The Girlie Show no portal DotComedy.com, mas isto foi posteriormente abandonado antes mesmo da estreia de 30 Rock, que recebeu luz verde oficial da emissora a 15 de Maio de 2006, juntamente com uma ordem de treze episódios. Fey anunciou a sua saída do SNL em Julho de 2006 para dedicar-se a tempo inteiro a 30 Rock, cuja estreia decorreu a 11 de Outubro de 2006, com Fey sendo creditada como produtora executiva, argumentista-chefe, atriz principal e criadora.

## Elenco

### Principal
O casting para a série iniciou a 5 de Setembro de 2005 sob direção de Tina Fey, Jen McNamara e Adam Bernstein. A primeira ação da criadora do seriado foi colocar-se como a intérprete da personagem principal Lisa Lemon, cujo nome veio mais tarde a ser alterado para Liz Lemon. Todavia, quando desenvolveu o programa pela primeira vez, Fey imaginou-se apenas no papel de argumentista e produtora principal. Na verdade, os executivos da NBC pressionaram inicialmente por um nome maior para interpretar a personagem principal, considerando atrizes mais consagradas para o papel. No entanto, Kevin Reilly encorajou-a a assumir o papel, acreditando que as experiências pessoais dela como argumentista principal do SNL fariam de si a pessoa ideal para trazer autenticidade à personagem Liz Lemon, que era vagamente baseada nas suas próprias experiências. Fey eventualmente concordou e moldou Liz como um exagero cómico de si mesma, usando a estranheza e a desorganização da personagem para distingui-la da sua própria personalidade mais bem-sucedida e confiante na vida real.
Tracy Morgan, antigo colega de trabalho de Fey no SNL, foi convidado pessoalmente por ela para interpretar Tracy Jordan, uma estrela de cinema selvagem e imprevisível contratada pela NBC para aumentar as audiências do TGS. O ator sentiu que o papel estava "à [sua] altura e que foi feito na medida [para ele]," usando também aspetos da sua própria personalidade para desenhar a personagem. A adição seguinte ao elenco foi de Jack McBrayer, para desempenhar o que foi inicialmente descrito como "um estagiário da NBC brilhante e alegre parecido com Clay Aiken que leva o seu trabalho muito a sério." McBrayer e Fey trabalharam juntos no empreendimento de comédia The Second City em Chicago, onde formaram uma amizade que permitiu a ela conceber o papel com o ator em mente.
Rachel Dratch foi originalmente escolhida para interpretar Jenna DeCarlo, a excêntrica e faminta estrela do programa de esquetes Friday Night Bits. Dratch trabalhou em estreita colaboração com Fey durante o tempo em que integraram o elenco do SNL e foi escalada para 30 Rock com base na sua química cómica forte e capacidade de encarnar personagens peculiares e excêntricas. No entanto, depois de a NBC ter dado luz verde à série, decidiu fazer alterações no seu tom e personagens. A emissora sentiu que Dratch era demasiado excêntrica e não se alinhava com a direção de sitcom mais convencional que visionavam para o programa. Assim, sob a pretensão de que a personagem precisava ser mais glamorosa e ter um apelo mais abrangente, Dratch foi substituída por Jane Krakowski, que trouxe uma personalidade mais teatral e polida ao papel. Apesar do nome ser alterado para Jenna Maroney, a personagem manteve o comportamento egocêntrico e exagerado, mas com um estilo e um tom diferentes que se encaixam melhor na visão da NBC. Apesar disto, Dratch permaneceu como parte da série, aparecendo em vários episódios numa variedade de papéis, incluindo uma cuidadora de gatos, uma alienígena azul e uma prostituta. Mesmo assim, Dratch demonstrou infelicidade com esta alteração e pela redução do número de episódios nos quais iria aparecer. Além disso, ficou céptica acerca das razões dadas para a mudança. Fey abordou esta mudança publicamente, sublinhando que não foi um reflexo do talento de Dratch, mas sim uma mudança na direção do programa para atrair um público mais vasto. Porém, confessou mais tarde que fazer esta mudança não foi tão fácil como inicialmente imaginou.
A personagem Jack Donaghy, um executivo da NBC arrogante e conservador desempenhado por Alec Baldin que se torna mentor e ocasionalmente antagonista de Liz, foi uma adição surpreendente para Fey que, apesar de a ter concebido com Baldwin em mente, não tinha esperanças de que ele fosse aceitar desempenhá-la. A escalação do ator Baldwin desempenhou um papel importante na mudança do tom da série em relação ao seu conceito original. Para interpretar Jack, Baldwin afirmou ter se inpirado em Lorne Michaels, que foi quem o convenceu a aceitar a proposta. Judah Friedlander foi escalado para ser Frank Rossitano, um argumentista do TGS "com cabelo comprido ao estilo de ZZ Top e óculos." De princípio, Frank seria "o yin e o yang de Toofer" e eles estariam sempre em discussões. Friedlander nunca havia conhecido Fey antes da sua audição este papel, e a sua personagem foi baseada em pelo menos dois guionistas com quem Fey trabalhou no SNL. Contudo, o comediante afirmou que também "trouxe algumas das [suas] próprias coisas" para a personagem, tais como chapéus de camioneiro característicos de Frank. Scott Adsit, um amigo de Fey de longa data, foi escolhido para ser Pete Hornberger, o produtor do TGS. Adsit também teve a sua personagem criada com base em si.

### Secundário e Terciário

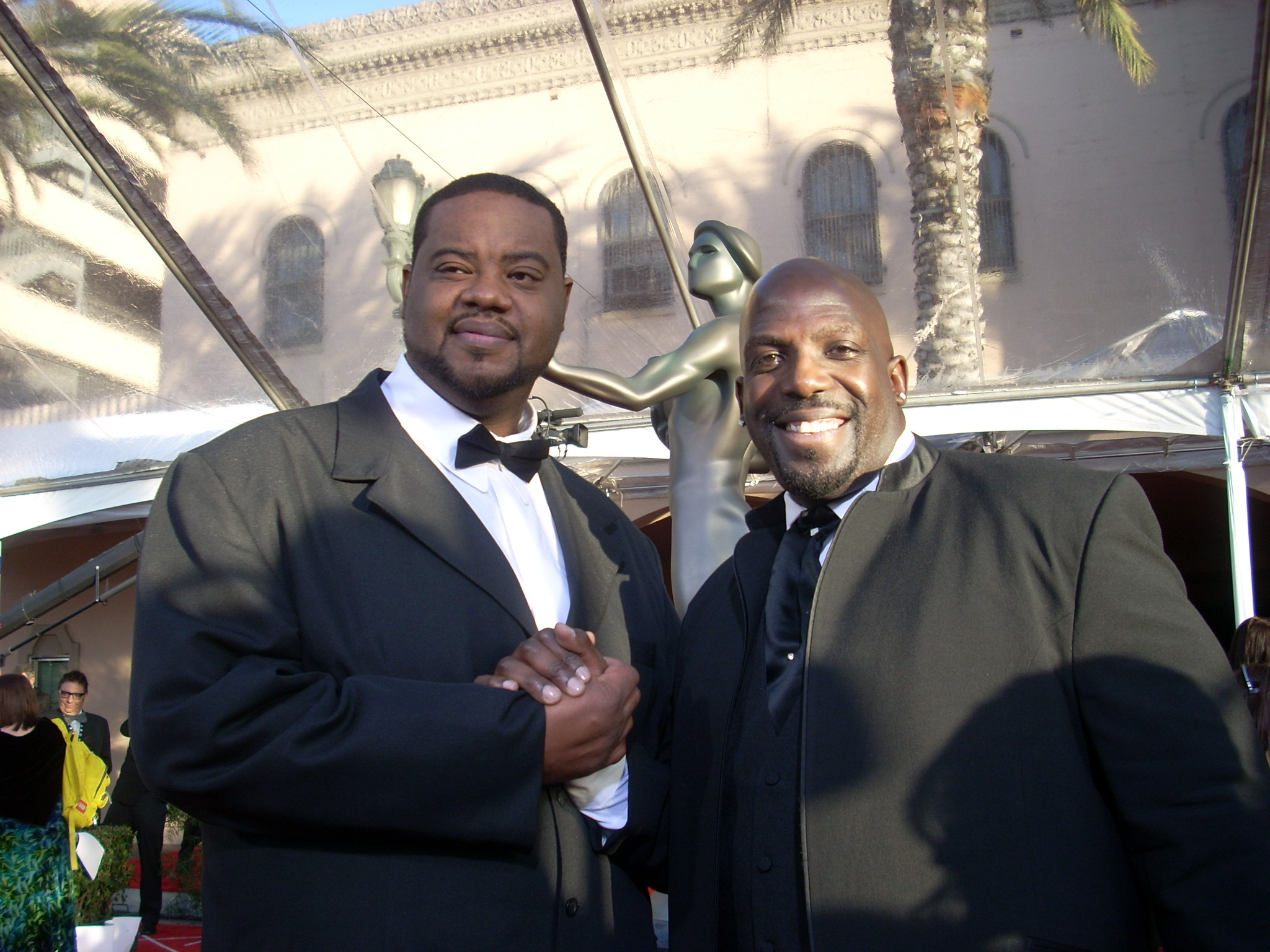
Grizz Chapman (esquerda) e Kevin Brown (direita) integraram o elenco secundário da série.

A partir da segunda temporada, três personagens, que durante a primeira foram creditados como convidados, passaram a ter os seus nomes incluídos após os créditos de abertura, juntando-se assim ao elenco principal. Eles são: Katrina Bowden no papel de Cerie Xerox, a assistente atraente de Liz que frequentemente usa roupas reveladoras no serviço, o que não passa despercebido aos argumentistas; Keith Powell no papel de James "Toofer" Spurlock, um ex-aluno afro-americano da Universidade de Harvard que se orgulha das suas origens e, por vezes, se irrita com os comportamentos dos demais membros da equipa do TGS; e Lonny Ross no Josh Girard, um guionista jovem e ex-co-estrela do TGS, conhecido pelo seu comportamento imaturo e imitações de personalidades. Embora Josh tenha sido introduzido como o homólogo masculino de Jenna no TGS, com o desenvolvimento da personagem Tracy, a sua presença em 30 Rock foi diminuindo. Com o passar do tempo, o seriado abandonou cada vez mais o TGS como a sua premissa principal, diminuindo a presença de Ross no seriado, que eventualmente abandonou o elenco na quarta temporada.
Com o início da terceira temporada, mais três atores, anteriormente creditados como convidados, começaram também a ser listados após os créditos de abertura. No entanto, são creditados apenas nos episódios nos quais aparecem. Eles são:  no papel de Walter "Dot Com" Slattery, um membro da comitiva de Tracy que é também um ator formado pela Universidade de Wesleyan; Grizz Chapman no papel de Warren "Grizz" Griswold, outro membro da comitiva de Tracy; Maulik Pancholy no papel de Jonathan, o assistente pessoal de Jack, extremamente leal e superprotetor, que em algumas ocasiões parece demonstrar uma certa afeição romântica pelo seu patrão. Pancholy abandonou 30 Rock na sexta temporada para juntar-se ao elenco de Whitney, mas regressou na temporada seguinte após o cancelamento de Whitney.
A partir do sétimo episódio da quarta temporada, John Lutz, outro ator anteriormente creditado como convidado, passou a ser incluído após os créditos de abertura. Ele interpreta a sua personagem homónima John D. Lutz, um guionista preguiçoso e com excesso de peso, que é frequentemente alvo de insultos e ridicularização por parte dos restantes membros da equipa do TGS. Lutz foi argumentista do SNL entre 2003 a 2010.

### Participações especiais
30 Rock é reconhecida por popularizar a prática de usar estrelas convidadas de alto nível em papéis recorrentes, contando com participações especiais de uma diversidade de atores, músicos e técnicos de produção. Esta utilização frequente de estrelas convidadas foi sob o pretexto de enfatizar o tom satírico da série, com uma grande parte destas celebridades muitas vezes desempenhando versões exageradas de si mesmos, tais como Conan O'Brien, James Franco, Al Gore, Kim Kardashian, Calvin Klein, Octavia Spencer, Wendy Williams, e Oprah Winfrey. Houve ainda estrelas convidadas que assumiram papéis recorrentes, incluindo Will Arnett como Devon Banks, Elaine Stritch como Colleen Donaghy, Dean Winters como Dennis Duffy, e Kristen Schaal como Hazel Wassername. Os três primeiros participaram de pelo menos um episódio de todas as sete temporadas de 30 Rock, assim como Chris Parnell, um antigo membro do elenco do SNL que deu vida ao Dr. Leo Spaceman em 30 Rock. Uma ampla variedade de antigos integrantes do elenco do SNL também participou de 30 Rock, inclusive Fred Armisen, Jimmy Fallon, Siobhan Fallon Hogan, Will Ferrell, Will Forte, Gilbert Gottfried, Bill Hader, Jan Hooks, Julia Louis-Dreyfus, Tim Meadows, Bobby Moynihan, Amy Poehler, Rob Riggle, Horatio Sanz, Molly Shannon, Jason Sudeikis, e Kristen Wiig. 30 Rock também contou com partipações de artistas musicais, tais como Ghostface Killah, Tony Bennett, Mary J. Blige, Jon Bon Jovi, e Paul McCartney.

## Produção

### Filmagens
A equipa de produção executiva que trabalhou em todas sete temporadas do seriado inclui Robert Carlock, Tina Fey, Marci Klein, David Miner, Matt Hubbard, Jeff Richmond, Lorne Michaels e John Riggi. O local de filmagens principal de 30 Rock foi os Estúdios Silvercup na ilha nova-iorquina de Long Island City. Vários figurantes e personagens secundárias ao longo da série, como o contínuo Subhas Ramsaywack, eram funcionários reais dos estúdios. Fotos exteriores da Praça Rockefeller foram frequentemente utilizadas para manter a autenticidade da locação nova-iorquina, e algumas cenas foram realmente filmadas no lugar. A sequência de créditos de abertura também contém imagens da praça e termina com uma imagem do Prédio GE. Ao contrário do comummente usado em sitcoms tradicionais, que usavam uma abordagem multicâmara com público ao vivo, 30 Rock foi filmada com uma configuração de câmara única. Esta escolha permitiu ao programa incorporar piadas, analepses e sequências que seriam mais difíceis de executar num formato multicâmara ligado ao estúdio.

### Argumento

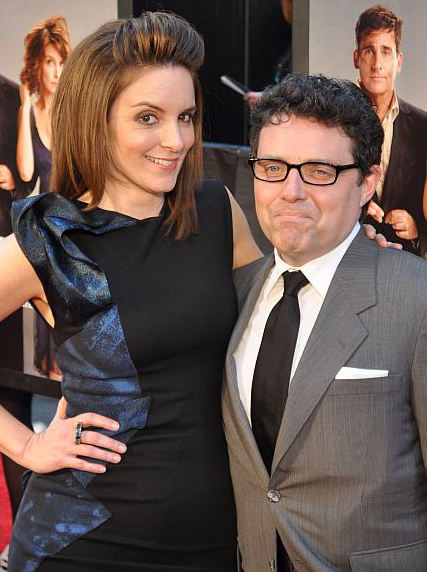
O casal Tina Fey (esquerda) — argumentista-chefe, atriz, produtora executiva e criadora de 30 Rock — e Jeff Richmond (direita) — diretor musical e produtor executivo.

A equipa de argumentistas de 30 Rock era composta de vários membros com experiência em comédia de improvisação, inclusive a argumentista-chefe Tina Fey que, juntamente com Robert Carlock, Jack Burditt e Matt Hubbard, foram os únicos que redigiram o argumento de pelo menos um episódio de todas as sete temporadas. Todavia, apesar deste aspeto, o diálogo de 30 Rock era inteiramente escrito, mas Tracy Morgan tinha o hábito de improvisar pois aparentemente era "preguiçoso demais" para ler os guiões e decorar as suas falas. Membros da equipa normalmente contribuíam para os enredos com ideias baseadas nas suas próprias experiências pessoais e/ou profissionais, e incorporavam também frequentemente eventos do mundo real em episódios, por vezes transmitindo-os poucos dias depois de ocorrerem. Fey já fez comparações entre o ambiente do escritório dos argumentistas do TGS com o do de 30 Rock, tal como a presença de apenas um escritor afro-americano, Donald Glover. Segundo Glover, que foi contratado devido a uma iniciativa de ação afirmativa da NBC, a sala dos guionistas tinha uma sensação de "medo," algo que atribuiu à influência do SNL. Após abandonar 30 Rock, o argumentista veio a estrelar em Community e criou Atlanta, o seu próprio seriado. O escritório dos guionistas de 30 Rock tem uma maior percentagem de talento feminino em comparação com de muitas outras sitcoms. No entanto, embora 30 Rock tenha como objetivo um retrato cómico da sua equipa criativa, a dinâmica da vida real não é tão caótica. Os argumentistas fictícios, constantemente a pregarem partidas uns aos outros e a atirarem comida, exageram as idiossincrasias da verdadeira sala de argumentistas que, na realidade, de acordo com o co-produtor executivo Burditt, envolvem longas horas e menos piadas práticas, mas muito embaraço lúdico. Carlock e Burditt observaram que as brincadeiras e queixas relacionadas com a comida são "o retrato mais exato da vida na sala dos argumentistas."

### Música
A banda sonora de 30 Rock foi composta principalmente por Jeff Richmond, que deu ao seriado uma sonoridade caracterizada por riffs de jazz e melodias que muitas vezes refletiam o absurdo e o humor acelerado da narrativa. Ao contrário do comum em programas de televisão, 30 Rock não se baseou muito em canções populares ou música comercial. Ao invés disso, Richmond optou por criar a sua própria identidade musical através de composições originais — como "Muffin Top", "The Rural Juror", "Kidney Now!" e "Werewolf Bar Mitzvah" — canções de paródia, e utilização ocasional de música clássica ou jingles familiares para complementar as cenas. Richmond utiliza frequentemente uma técnica de repetição musical ao longo dos episódios, começando com um tema no início e retomando-o perto do final, quando as histórias se entrelaçam. Esta abordagem, segundo o jornalista Jon Burlingame da revista Variety, não só adiciona humor, mas também reforça as relações entre os personagens, tornando a banda sonora um elemento integral na narrativa do programa. Em 2007, Richmond recebeu uma nomeação ao prémio Emmy pelo seu trabalho no tema de abertura da série, e as suas composições foram descritas por críticos como leves e alegres, utilizando frequentemente instrumentos como piano, clarinete, clarinete baixo, saxofone e cordas para acentuar as situações exageradas que definiram grande parte do humor do programa e manter-se ligada à marca de humor e sátira do mesmo. Alguns episódios incluíram músicas já conhecidas, como "Midnight Train to Georgia" (1973) de Gladys Knight & the Pips, "Oh My (I Roll My Eyes At You)" (2011) de The Kid Gray, "I Will Remember You" (1995) de Sarah McLachlan e "Bitch" (1997) de Meredith Brooks.
Um álbum duplo contendo um total de 31 canções foi lançado pela editora discográfica Relativity Music a 16 de Novembro de 2010. Ele contém participações de personalidades como Michael Bublé, Edie Falco, Jason Sudeikis e Donald Glover. A crítica musical Heather Phares atribuiu ao álbum quatro estrelas de um máximo de cinco na sua análise para o portal AllMusic.

## Sinopse
30 Rock segue os bastidores do TGS with Tracy Jordan e gira em torno de Liz Lemon (interpretada por Tina Fey) enfrentando os desafios de produzir transmissões ao vivo do programa enquanto lida com o seu elenco excêntrico, argumentistas difíceis, chefes corporativos e a sua própria jornada para equilibrar as ambições profissionais com a realização pessoal. A primeira temporada vê o mundo de Liz a virar de cabeça para baixo quando Jack Donaghy (Alec Baldwin) torna-se o seu novo chefe, forçando a contratação da estrela de cinema excêntrica Tracy Jordan (Tracy Morgan) para aumentar as audiências do TGS. Tentando manter o seu programa nos carris, Liz fica constantemente frustrada pelas estratégias corporativas de Jack e pelo comportamento errático de Tracy. Jenna Maroney (Jane Krakowski) sente-se marginalizada pela chegada de Tracy, o que gera tensão. No entanto, com o decorrer dos episódios, o clima entre Jack e Liz começa a apaziguar e eles estabelem uma relação muito próxima, ao ponto de ele apresentá-la à sua mãe. O mesmo acontece com Tracy e Jenna.
Liz começa a namorar na segunda temporada, embora os seus relacionamentos se revelem muitas vezes desastrosos. Entretanto, Jack enfrenta dificuldades profissionais ao candidatar-se ao cargo de diretor executivo da General Electric (GE), competindo com o seu arqui-inimigo Devon Banks (Will Arnett), e Tracy embarca em empreendimentos cada vez mais ridículos, como a criação de um jogo de vídeo pornográfico. Jenna, por sua vez, inicia uma batalha para perder peso com a ajuda de Kenneth Parcell (Jack McBrayer). Na temporada seguinte, Liz começa a ponderar a adoção de uma criança com seriedade, embora os seus esforços sejam prejudicados pela sua vida caótica. Jack, que foi despedido do seu trabalho como executivo da NBC, navega em novos relacionamentos românticos e ambições políticas, incluindo uma malfadada candidatura a um cargo público. Entretanto, o TGS continua a lutar contra audiências fracas, e Tracy descobre que pode ter talento para a representação dramática.
A quarta temporada inicia com Jack a pressionar Liz para encontrar novos talentos para o TGS, levando à introdução do ator Jack "Danny" Baker (Cheyenne Jackson). Ela também contempla o seu quadragésimo aniversário e questiona se algum dia terá ou não a família com a qual sonha. Entretanto, Jack tenta decidir entre duas mulheres: a sua namorada do secundário Nancy Donovan (Julianne Moore) e a politicamente inteligente Avery Jessup (Elizabeth Banks). Tracy atinge um marco pessoal: ganhar um EGOT (Emmy, Grammy, Oscar e Tony), embora por meios não convencionais. Na quinta temporada, Liz inicia uma relação estável com o piloto de avião Carol (Matt Damon), embora esta eventualmente se desmorona. Jack casa com Avery e têm uma filha, o que complica a vida de Jack quando Avery é raptada na Coreia do Norte, e Tracy abandona o TGS para uma viagem na África depois de perceber que está muito confortável com a sua riqueza e fama, enquanto Jenna, com ciúmes do sucesso de Tracy, se concentra na sua carreira com uma nova determinação.
Na sexta temporada, Liz inicia uma nova relação com Criss Chros (James Marsden), enquanto Jack enfrenta grandes mudanças após a venda da NBC para a Kabletown, uma empresa de televisão por cabo. Tracy finalmente regressa ao TGS, mas as suas travessuras, bem como o comportamento de diva de Jenna, continuam a causar caos nos bastidores. Kenneth Parcell (Jack McBrayer) sobe na hierarquia corporativa, assumindo um cargo mais elevado dentro da empresa, e começa a namorar com a nova estagiária Hazel Wassername (Kristen Schaal). Na sétima temporada, Liz casa-se com Criss e enfrenta o desafio de se despedir do TGS para dedicar-se à maternidade. Jack passa por uma crise pessoal enquanto questiona se o seu sucesso corporativo lhe trouxe a verdadeira felicidade. Jenna tenta manter a sua carreira a funcionar enquanto o TGS termina, e Tracy batalha contra o seu legado.

## Transmissão e repercussão
Os primeiros quatro episódios de 30 Rock foram transmitidos nas noites de quarta-feira. Após a série registar um declínio em audiência, a NBC decidiu alterar a transmissão para quinta-feira, adicionando o seriado ao bloco Comedy Night Done Right. Naquele período, Tina Fey e Aaron Sorkin encontraram-se em uma situação peculiar ao desenvolverem projetos semelhantes para a NBC: 30 Rock e Studio 60 on the Sunset Strip, respetivamente. Ambos eram séries sobre a criação de um programa de comédia transmitido ao vivo em uma rede de televisão grande. Apesar das semelhanças, os críticos constaram que os dois seriados tinham abordagens diferentes, com o primeiro sendo considerado uma sitcom mais absurda, enquanto o segundo observado como uma dramédia intensa focada em questões sociais. A NBC decidiu apostar em ambas séries, adicionando-as à sua programação. No entanto, Studio 60 on the Sunset Strip recebeu críticas mistas e audiências favoráveis, enquanto 30 Rock melhorou gradualmente e recebeu diversas nomeações em cerimónias de entrega de prémios. Ao final da sua primeira temporada, a NBC cancelou Studio 60 on the Sunset Strip, permitindo que 30 Rock continuasse no ar. O ambiente entre os dois criadores aparentou ter permanecido amigável após isto, com Sorkin chegando a participar de um episódio de 30 Rock, no qual fez uma piada relacionada com o fracasso de Studio 60 on the Sunset Strip.
Em 2009, as emissoras Comedy Central e WGN America compraram os direitos de sindicação da série, que começou a ser transmitida em ambas as redes a 19 de Setembro de 2011. Além disso, a série também entrou em sindicação local no mesmo dia. Embora o valor exato pago pela Comedy Central não tenha sido divulgado, relatos indicaram ter sido um dos mais altos já pagos por uma comédia em distribuição por cabo. No entanto, ficou abaixo dos valores pagos por séries como How I Met Your Mother (USD 750 mil por episódio pela Lifetime) e Two and a Half Men (USD 800 mil por episódio pela FX).
Em Julho de 2011, Alec Baldwin, também produtor do seriado, sugeriu que a sexta temporada de 30 Rock poderia ser a última, citando contratos expirantes em 2012. No entanto, mais tarde mudou de ideias, indicando que não só participaria de uma possível sétima temporada, como também chegando ao ponto de oferecer vinte por cento do seu salário à NBC para ajudar a custear ainda uma oitava temporada. Porém, em Abril de 2012, ele causou confusão com uma mensagem ambígua publicada no Twitter sobre deixar a NBC, mas logo foi esclarecido que se referia a uma frustração devido a uma equipa de filmagem do programa de televisão Today. Por volta desta altura, Tina Fey especulou que o fim do seriado era "visível no horizonte," enquanto Baldwin e a NBC discutiam a continuação do mesmo. Após um período de incerteza, em Maio de 2012, a NBC confirmou oficialmente a renovação de 30 Rock para uma sétima e última temporada encurtada de treze episódios, que seria transmitida entre Setembro de 2012 e Janeiro de 2013. Vários analistas de televisão viram esta decisão como um gesto de respeito a Fey e ao legado do programa na rede.
Embora 30 Rock nunca tenha tido um spin-off oficial, várias discussões e tentativas de potenciais projetos  que poderiam ter estendido o universotomaram lugar. O esforço mais proeminente envolveu uma proposta de spin-off focada na personagem Jack Donaghy após o término da série original. A NBC também considerou um spin-off para Kenneth Parcell, focando-se na sua ascensão de estagiário a presidente da NBC. Embora os fãs da série tenham expressado desejo de ver ambos projetos desenvolvidos, e Alec Baldwin ter também demonstrado interesse, eles não conseguiram ganhar tração suficiente para avançar. O mais próximo que 30 Rock chegou de um reavivamento foi durante a pandemia de COVID-19, quando 30 Rock regressou em Julho de 2020 para uma reunião especial de uma hora, intitulada "A One-Time Special". O episódio foi utilizado principalmente para promover Peacock, o novo serviço de streaming da NBC Universal.

### Audiência
| Temporada | N.º de episódios | Ano(s) de transmissão | Posição | Telespectadores (em milhões) | 18-49 | Share | Ref.   |
| --------- | ---------------- | --------------------- | ------- | ---------------------------- | ----- | ----- | ------ |
| 1         | 21               | 2006 — 07             | 131     | 6,41                         | 2,30  | N/A   | [ 89 ] |
| 2         | 15               | 2007 — 08             | 111     | 6,49                         | 2,30  | N/A   | [ 90 ] |
| 3         | 22               | 2008 — 09             | 72      | 7,42                         | 2,60  | N/A   | [ 91 ] |
| 4         | 22               | 2009 — 10             | 86      | 5,88                         | 2,80  | N/A   | [ 92 ] |
| 5         | 22               | 2010 — 11             | 106     | 5,29                         | 3,20  | 9     | [ 93 ] |
| 6         | 22               | 2012                  | 130     | 4,55                         | 2,13  | 6     | [ 94 ] |
| 7         | 13               | 2012 — 13             | 99      | 4,56                         | 1,90  | 6     | [ 95 ] |
| Especial  | 1                | 2020                  | N/A     | 0,88                         | 0,20  | 0     | [ 96 ] |

Apesar de receber aclamação crítica e conquistar vários prémios, a audiência atingida pelo seriado foi muitas vezes modesta, especialmente nos seus primeiros anos. A primeira temporada foi assistida por uma média de 5,80 milhões de telespectadores, um índice menor que os 8,50 milhões que assistiram a Studio 60 on the Sunset Strip, levando analistas de televisão a especularem que 30 Rock seria cancelada. Porém, foi eventualmente renovada para uma segunda temporada, que teve apenas quinze episódios devido à greve da Associação de Argumentistas Norte-Americanos (WGA) entre 2007-08. Devido à crescente popularidade de Tina Fey com as suas imitações de Sarah Palin no SNL, a audiência da série viu melhorias, mas mesmo assim permaneceu aquém das expectativas para um programa de horário nobre, oscilando em torno dos seis milhões de espectadores por episódio e sendo vista por uma média de 6,50 milhões de telespectadores. Foi constatado que embora fãs de humor intelectual e acelerado adorassem o programa, alguns telespectadores casuais acharam-na difícil de acompanhar e reclamaram da dependência exagerada na sátira específica do setor de entretenimento.
O serviço de mediação de audiências Nielsen Media Research (NMR) começou a monitorar, a partir de 29 Dezembro de 2006, o número de telespectadores que usam um gravador de vídeo digital para gravarem programas e assistirem mais tarde. Segundo o comunicado de imprensa, 30 Rock acrescentava cerca de 7,5 por cento à sua audiência total a cada semana, como resultado de telespectadores que usavam um gravador de vídeo para gravarem o seriado e depois vê-lo dentro de uma semana após a sua transmissão original, registando o quinto maior aumento no número dos telespectadores que realizavam esta prática. Em Março de 2017, um relatório baseado em estatísticas registrada pelo NMR revelou que, por entre os adultos entre os 25 aos 54 anos de idade, os telespectadores de 30 Rock têm um rendimento médio de USD 65 mil, alto o suficiente para para colocar a série empatada em 11.º lugar em termos de afluência com vários outros programas. Isto foi anmunciado num período no qual a temporada de 30 Rock estava empatada no 85.º posto do perfil demográfico de telespectadores entre os 18 aos 49 anos de idade. Durante a sua segunda temporada, 30 Rock ficou em quarto lugar, em relação a toda a programação do horário nobre, por entre séries de televisão vistas por telespectadores com rendimentos médios superiores a USD 100 mil.
A terceira temporada viu 30 Rock atingir o seu avanço em termos de reconhecimento crítico e também da indústria do entretenimento, continuando a ganhar prémios importantes. Isto refletiu-se no interesse dos telespectadores, com uma média de 7,50 milhões tendo assistido à temporada, a mais elevada da série. Foi também esta temporada que viu o seriado a reunir mais de oito milhões de telespectadores em três episódios: "Do-Over", "Believe in the Stars" e "Christmas Special". No entanto, esta ascensão foi rapidamente acompanhada por um declínio, que ficou mais acentuado com a transmissão das quarta e da quinta temporadas, respetivamente vistas em uma média de 5,90 e 5,30 milhões de domicílios. Na verdade, a quinta temporada reuniu a menor quantidade de fãs para um episódio, com "Everything Sunny All the Time Always" ficando abaixo dos quatro milhões de domicílios abrangidos. A crescente mudança para gravadores de vídeo digital e visualizações online foram apontadas como razões parciais deste declínio. Nas suas temporadas finais, 30 Rock registou novas quedas de audiência. Embora ambas tenham sido assistidas por uma média de 4,60 milhões de espectadores, a sexta temporada teve dificuldades em atingir a marca dos três milhões de domicílios em quatro episódios, inclusive o seu episódio final. O episódio final de 30 Rock reuniu uma média de 4,88 milhões de telespectadores, um índice não visto pela série desde a metade da quinta temporada.

### Análises da crítica
| Publicação             | Título                                        | Posição |
| ---------------------- | --------------------------------------------- | ------- |
| The Hollywood Reporter | 50 Best TV Shows of the 21st Century (So Far) | 4       |
| IGN                    | Top 100 TV Shows of All Time                  | 31      |
| Rolling Stone          | 100 Greatest TV Shows of All Time             | 20      |
| Empire                 | 100 Best TV Shows Of All Time                 | 32      |
| Insider Monkey         | 30 Best TV Shows of All Time                  | 24      |
| Yardbaker              | 20 best TV shows about making TV shows        | 1       |
| WatchMojo              | Top 30 Best TV Shows of the Century (So Far)  | 17      |
| The Guardian           | 100 best TV shows of the 21st century         | 12      |
| Variety                | 100 Greatest TV Shows of All Time             | 22      |
| BuzzFeed               | 55 Best TV Shows Of The Decade                | 24      |
| ScreenRant             | 15 Most Meta TV Shows Of All Time             | 9       |
| Marie Claire           | 60 Best Comedy TV Shows of All-Time           | N/A     |
| Backstage              | 22 Best Sitcoms of All Time                   | 13      |
| Yahoo!                 | 30 Best TV Shows of All Time                  | 24      |
| Esquire                | 20 Best New York Shows of the New Millennium  | N/A     |
| Complex                | Best Sitcoms of All Time                      | N/A     |
| Newsweek               | 50 Best TV Shows of 21st Century              |         |

30 Rock recebeu ampla aclamação crítica ao longo dos seus anos no ar, figurando consistentemente em listas de "Melhores De". O Metacritic atribuíu-lhe uma pontuação de 73 de um máximo de 100, enquanto o Rotten Tomatoes concedeu 78%. Ao longo dos anos, o seriado foi recebendo reconhecimento crítico significativo, sendo considerada uma das melhores séries de televisão da década de 2000 e além. Em 2006, foi listada entre as melhores séries do ano por várias publicações, inclusive The New York Times, A.V. Club, Entertainment Weekly, TV Guide e Vulture. No final da década de 2010, a Newsweek classificou-a como a melhor comédia televisiva da década, enquanto a Time a incluiu na lista dos melhores programas dos anos 2000. Em avaliações posteriores, 30 Rock continuou a ser posicionada entre os maiores programas de TV. Em 2012, uma sondagem elaborada pelo programa de televisão 60 Minutes em colaboração com a revista Vanity Fair colocou a série como a quinta maior comédia de todos os tempos. Avaliações mais recentes mantiveram o programa em alta estima. Após a sua conclusão em 2013, a WGA Oeste listou-a como a 21.ª série melhor escrita de sempre, enquanto o jornal The Guardian posicionou-a no 12º lugar da lista dos 100 melhores programas de TV do século XXI. Outras publicações como Variety, Rolling Stone, IGN e The Hollywood Reporter também a incluíram em suas listas dos melhores programas de TV de todos os tempos.
Apesar disso, a recepção crítica inicial para 30 Rock foi mista. Na altura da sua estreia, publicações como Variety e Chicago Tribune repreenderam Fey por ter ficado na sua zona de conforto e o seriado em geral por não corresponder à inventividade de Arrested Development ou ao estudo de personagens realizado em The Office. Houve analistas de televisão que lamentaram a sua dependência em referências obscuras à cultura popular e piadas internas sobre a indústria televisiva que, segundo eles, limitaram o seu apelo mais amplo e faziam o seriado assemelhar-se a uma esquete alargada do SNL. Além disso, certos críticos perceberam que as temporadas posteriores de 30 Rock não mantiveram a qualidade dos seus primeiros anos. Alguns enredos foram vistos como peculiares demais, e os críticos notaram que o programa por vezes reciclava as suas próprias piadas ou temas. Um exemplo demonstrado foram as desventuras românticas de Liz que, embora inicialmente refrescantes, começaram a parecer repetitivas. O abandono de diversas histórias, assim como o descarte de certos arcos para chegar à sua resolução, foram também apontados como um ponto fraco do seriado que afetou a sua coesão.
Não obstante, a posição crítica do programa melhorou significativamente ao longo do tempo. Diversos elementos de 30 Rock foram enaltecidos pelos críticos de televisão, tais como o diálogo perspicaz, humor absurdo e abordagem satírica à indústria televisiva, especialmente a estrutura corporativa complexa da NBC e das suas empresas-mãe. O crítico James Poniewozik, da revista Time, referiu-se a 30 Rock como "uma obra-prima da comédia surrealista" que recompensa os telespectadores atentos que conseguem acompanhar a sua entrega rápida, enquanto o jornalista Robert Adele descreveu-o como "um símbolo estranhamente apropriado e hilariante dos nossos tempos" para a revista LA Weekly. A Associated Press constatou que "o bloco de comédia de quinta-feira à noite da NBC, composto por My Name Is Earl, The Office, Scrubs e 30 Rock, é consistentemente a melhor noite do horário nobre de qualquer rede." A escrita do programa foi celebrada pelas suas camadas densas de piadas e capacidade de troçar não só o mundo da produção televisiva, mas também de temas mais vastos da cultura das celebridades, da América corporativa e dos absurdos da vida moderna. A abordagem consistente de questões sociais – como o sexismo, a ganância corporativa e a ética dos média – foi exaltada pela adição de humor sem afetar a sua profundidade nem parecer excessivamente aborrecida. Segundo os críticos, a inclusão de referências oportunas da cultura popular na sua narrativa, assim como a capacidade de incorporar rapidamente eventos do mundo real, contribuíram para que a série parecesse moderna e em sintonia com o seu público.
O elenco foi igualmente enaltecido pelo seu desempenho, especialmente Alec Baldwin e Fey, cuja química no ecrã foi frequentemente citada como uma das melhores dinâmicas da série. Esta relação de orientação, respeito mútuo e oposição ideológica foi destacada como uma das relações centrais da série e ofereceu uma exploração em camadas da classe, do poder e do crescimento pessoal. A sua amizade improvável tornou-se um fio condutor emocional que equilibrou os aspectos mais absurdos da série. No entanto, a inclusão de Jane Krakowski foi universalmente recebida com escárnio nas primeiras temporadas, com muitos críticos questionando a existência da sua personagem. À medida que a série progredia, embora a opinião crítica geral tenha registado melhorias, houve ainda desaprovações às prestações de Krakowski e Tracy Morgan, cujas personagens, apesar de destacados pelas suas interpretações absurdas e exageradas, foram vistas como tornando-se demasiado caricaturais. Os críticos argumentaram que, à medida que o programa se inclinava para as suas excentricidades, sacrificava ocasionalmente a profundidade das personagens em favor do humor exagerado, com muitos expressando uma preferência por uma narrativa mais inovadora de modo a permitir um desenvolvimento mais profundo das personagens. Este declínio é atribuído à recusa da série em investir em histórias baseadas em personagens e em profundidade emocional, levando a um encerramento que acabou por parecer desligado do público.
As características únicas de 30 Rock são frequentemente comparadas a outras séries de comédia. Segundo diversos críticos, o seriado partilha semelhanças com Arrested Development na rapidez das piadas e situações absurdas, enquanto o seu seu humor "mortífero similar ao estilo de um mockumentary" foi comparado ao de The Office. A série também é equiparada a The Carol Burnett Show e The Larry Sanders Show na sua sátira da indústria do entretenimento e a Veep na representação do ridículo do poder. Outras comparações incluem Os Simpsons pela densidade de referências culturais, The Mary Tyler Moore Show pelo sentimento feminista, M*A*S*H pela mistura de humor com comentários sobre instituições, e ainda Community pelo uso de meta-humor e narrativa autorreferencial. Todavia, apesar das supostas semelhanças, foi notado que 30 Rock distingue-se por abraçar o absurdo e o ridículo, utilizando sátira e abordagens invovadoras para comentar temas relacionados à produção televisiva e cultura das celebridades.

### Prémios e nomeações

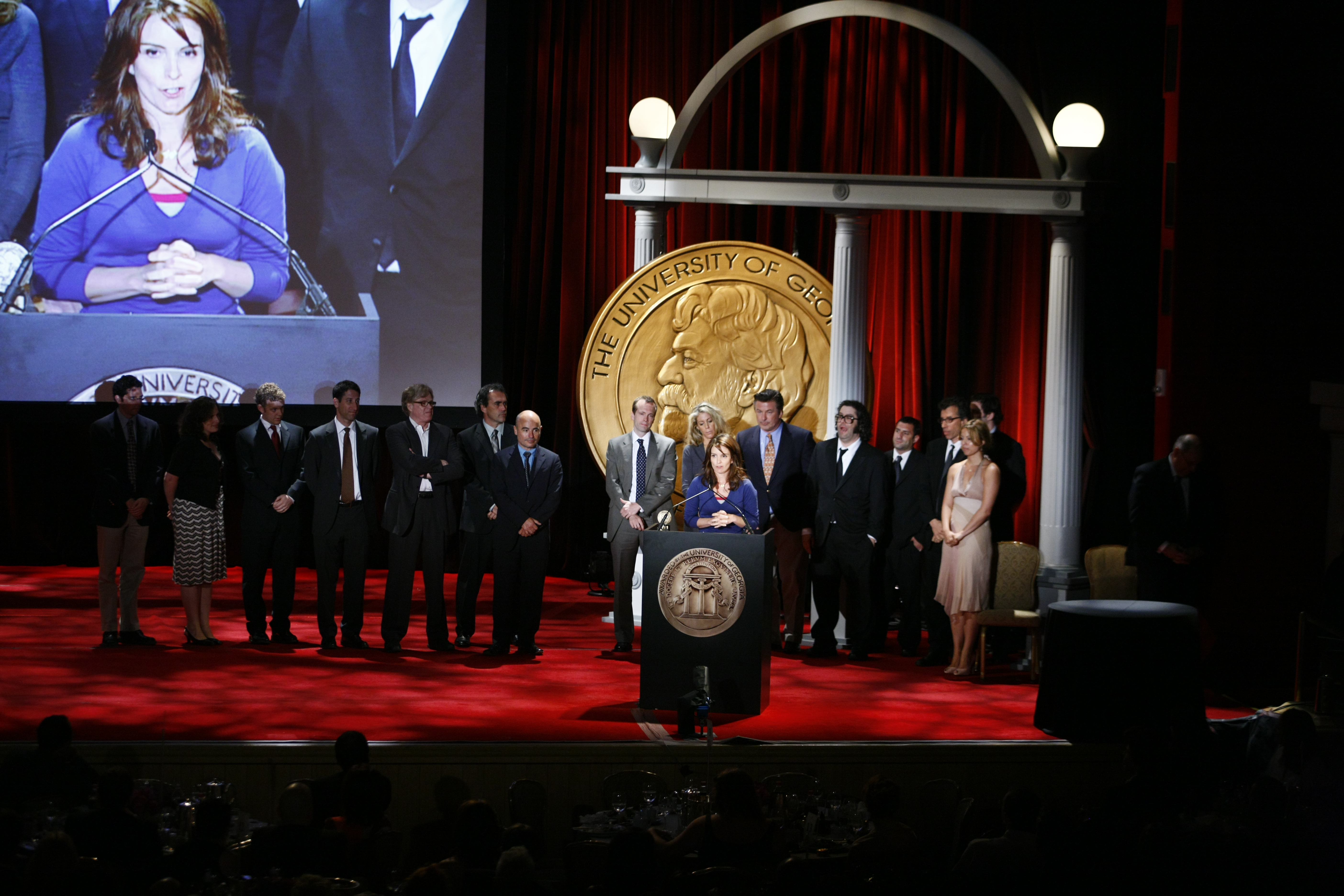
Tina Fey e o resto do elenco e equipa de 30 Rock sendo homenageados com o Prémio Peabody, 16 de Junho de 2008.

A aclamação crítica recebida por 30 Rock refletiu-se também em prémios e nomeações. Ao longo da sua duração, foi nomeada para um total de 297 categorias em cerimónias de entrega de prémios. Nos prémios Emmy do horário nobre, obteve 109 nomeações e dezasseis vitórias, incluindo várias por realizações técnicas como edição, escolha de elenco, escrita e produção. Um dos feitos mais significativos do seriado nos prémios Emmy foi a conquista de três estatuetas consecutivas para Melhor Série de Comédia e um recorde de dezoito nomeações em 2009, o maior número para uma comédia televisiva. A série também teve uma presença constante em listas de nomeações para cerimónias de entrega de prémios como os Globos de Ouro, da Associação de Atores de Cinema (SAG) e da Associação de Críticos de Televisão (TCA).
O sucesso de 30 Rock não se limitou apenas à série em si, mas estendeu-se a atuações individuais, estrelas convidadas e à sua produção global. Em 2008, Tina Fey venceu um Emmy pela sua interpretação de Liz. Foi também neste ano que o seriado foi homenageado com um Peabody, um prémio atribuído a programas de televisão que demonstram excelência na narração de histórias, que reconheceu 30 Rock pela sua comédia inovadora, capacidade de misturar sátira com o absurdo, e pelo seu olhar perspicaz sobre o mundo da televisão em rede. Alec Baldwin recebeu também dois prémios Emmy e sete do SAG, um recorde na categoria Melhor Ator em Série de Comédia, pelo seu desempenho como ator. Tracy Morgan foi nomeado sete vezes ao prémio Image da Associação Nacional para o Progresso de Pessoas de Cor (NAACP) pelo seu desempenho como Tracy Jordan. Estrelas convidadas também foram reconhecidas pelas suas contribuições, inclusive Elaine Stritch e Tim Conway, que venceram Emmys pelas suas participações nas primeira e segunda temporadas do programa, respetivamente. O elenco como um todo foi igualmente reconhecido pelo seu desempenho, ganhando três Emmys e um prémio SAG, de um total de 22 nomeações distintas.
A série foi também celebrada pelo trabalho por detrás das câmaras. Nas cerimónias dos prémios da Associação de Argumentistas dos Estados Unidos (WGA), os argumentistas renderam ao seriado um total de oito nomeações consecutivas na categoria Melhor Série de Comédia, a qual venceram por três vezes consecutivas entre 2008 e 2010. Os realizadores e editores também foram reconhecidos pelas suas contribuições para o estilo visual e o ritmo da série, com Beth McCarthy-Miller recebendo nomeações aos prémios da Associação de Realizadores dos Estados Unidos (DGA) pelo seu trabalho na realização dos dois episódios transmitidos ao vivo, assim como Ken Eluto, um membro da associação de Editores de Cinema dos Estados Unidos (ACE) que recebeu sete nomeações aos prémios Emmy pelo seu trabalho na edição de episódios de 30 Rock.

## Impacto

### Contribuições à indústria do entretenimento

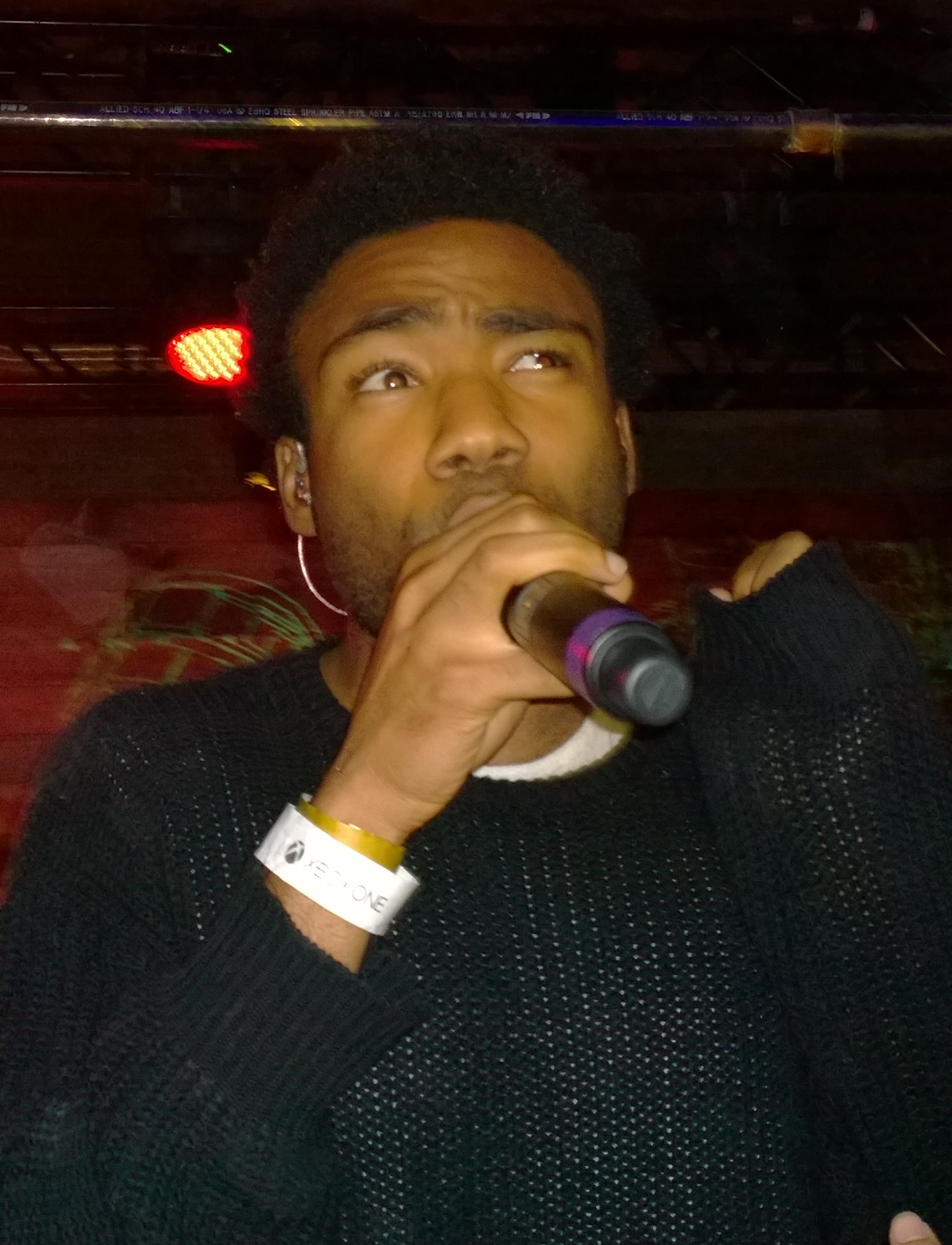
Donald Glover, o único argumentista afro-americano de 30 Rock, veio a estrelar em Community e criou o seriado Atlanta.

30 Rock é vista como uma comédia inovadora destacada pelo seu humor afiado, comentários culturais e uma mistura única de sátira, o surrealismo e a farsa que influenciou o panorama da comédia televisiva nos anos seguintes. Uns dos aspectos definidores do seriado foram a utilização de humor rápido e absurdo, diálogo rápido repleto de piadas, referências à cultura popular, piadas visuais carregadas politicamente, e uma lente satírica "que não só espicaçava a indústria televisiva como também questões políticas e sociais contemporâneas." Cada episódio estava repleto de uma média de dez piadas por minuto, que podiam passar despercebidas no primeiro visionamento, encorajando assim a repetição da série, uma vez que as piadas em camadas e recorrentes oferecem novas perspectivas cómicas em cada visualização. Esta abordagem ajudou a distinguir 30 Rock das sitcoms tradicionais que, segundo críticos de televisão, tendiam a basear-se em cenários cómicos mais simples. O seu uso caraterístico de cortes e situações imprevisíveis contribuiu para uma energia cómica frequentemente descrita como uma reminiscência de um "descarrilamento de um comboio a alta velocidade," distinguindo-a das estruturas mais tradicionais das sitcoms. Hoje, 30 Rock é tomada como um modelo para uma nova geração de programas de comédia que abraçavam o humor rápido e altamente referencial, como Black Monday, Brooklyn Nine-Nine, Crazy Ex-Girlfriend, The Good Place, The Mindy Project, Mythic Quest, South Side, Parks and Recreation, e Schitt's Creek.
A série é particularmente notável pelo seu papel na abertura do caminho para séries de televisão experimentais, auto-referenciais e meta. 30 Rock é creditada por popularizar a ideia de um programa de comédia não ser apenas engraçado, mas também autoconsciente, quebrando constantemente a quarta parede e gozando com a sua própria existência na indústria televisiva. Este estilo autorreferencial foi levado adiante por muitos programas posteriores, inclusive Community, Archer e BoJack Horseman, consideradas inovadoras por jogarem de forma semelhante com as convenções da narrativa televisiva. O seu sucesso foi percebido como prova de que comédias inteligentes de ritmo acelerado e pouco convencionais podiam prosperar, mesmo que inicialmente não conquistassem grandes audiências.
30 Rock também ajudou a cimentar o nome de Tina Fey no mundo da comédia, cujas experiências pessoais e senso cómico caraterística foram fundamentais para o sucesso de 30 Rock. Apesar de já ser conhecida pelo seu tempo no SNL, a sua transição para criar, escrever e protagonizar um seriado de horário nobre marcou um ponto de viragem na sua carreira. Fey impregnou o programa com comentários satíricos sobre a América corporativa, a dinâmica dos géneros e a cultura dos meios de comunicação social, muitas vezes inspirando-se diretamente nos seus anos de trabalho no SNL. Liz Lemon é hoje tomada como uma personagem icónica na história da televisão. A sua estranheza, humor auto-depreciativo e implicações feministas ressoaram em muitos telespectadores, em especial mulheres em espaços profissionais, e o sucesso de Fey com a série solidificou-a como uma das vozes cómicas mais importantes da sua geração. Os temas explorados na série, particularmente as batalhas de Liz para equilibrar a sua carreira e a sua vida pessoal, foram recebidos com apreço pelo público pela sua reflexão dos dilemas da vida real enfrentados por muitas mulheres na força do trabalho. De acordo com diversos comentadores, através de 30 Rock, Fey desafiou as normas de género na televisão, com Liz a servir frequentemente de contraponto às representações tradicionais das mulheres na comédia. Além disso, 30 Rock subverteu as dinâmicas tradicionais de género e poder, com Liz a servir como uma protagonista feminina complexa num local de trabalho dominado pelos homens. Este retrato desafiou os papéis frequentemente estereotipados atribuídos às mulheres na comédia, proporcionando um comentário incisivo sobre questões como o sexismo e o preconceito de idade na indústria. Depois de 30 Rock, Fey veio a trabalhar em várias outras séries de televisão, como Great News, Ted Lasso e Unbreakable Kimmy Schmidt, esta última também criada por si.

### Controvérsias

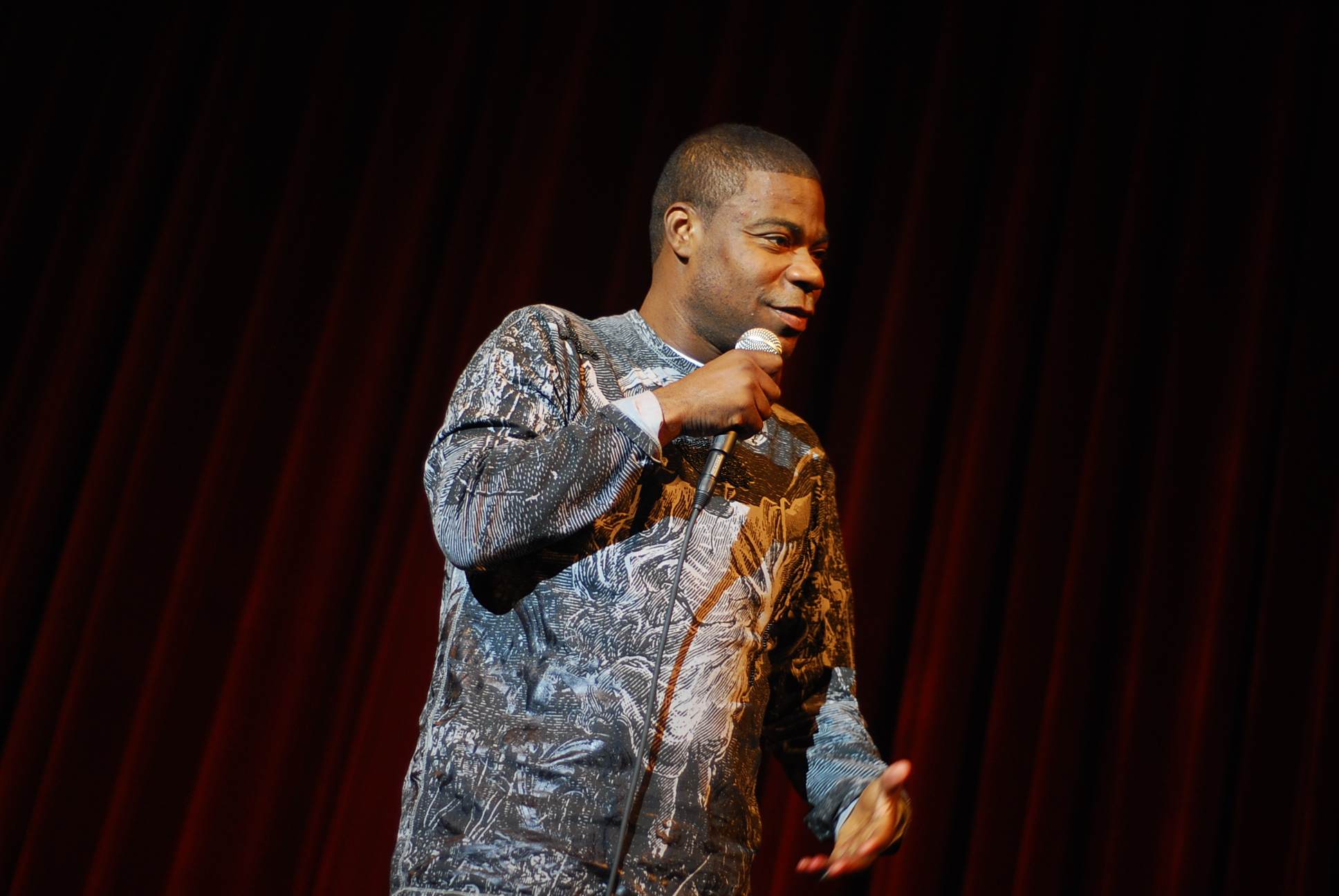
Vários grupos LGBT pediram a renúncia ou demissão do ator Tracy Morgan de 30 Rock devido aos comentários homofóbicos que ele proferiu em uma das suas apresentações de comédia stand-up.

A abordagem de tópicos sociais complexos, que muitas vezes viu a série caminhar numa linha ténue entre o questionamento de temas importantes e a utilização dessas mesmas questões como matéria-prima para o humor, deu origem a conversas sobre a responsabilidade da comédia no comentário cultural. A série lidou com temas controversos como adoção, luto, alterações climáticas, islamofobia, identidade de género e homofobia, enfrentando controvérsias ao longo do caminho. Os críticos notaram que, por vezes, 30 Rock não abordou questões de justiça social mais alargadas, incluindo a raça e a deficiência, ambas consideradas parte integrante do discurso feminista contemporâneo. De um modo geral, a série é criticada por se basear num humor ultrapassado e insensível, reforçando estereótipos e fazendo pouco caso de questões sérias de uma forma que parece surda na atualidade.
Críticos apontaram que personagens representadas por mulheres de cor, tais como as de Salma Hayek e Sherri Shepherd, eram frequentemente retratadas através de estereótipos raciais. Uma das principais questões envolveu o uso de blackface e recurso a estereótipos para gerar humor. Embora segundo os argumentistas do seriado, a intenção fosse satirizar o racismo, analistas de televisão argumentam que estas piadas não tinham nuances, tendo alguns membros negros da equipa de produção expressado desconforto. A equipa criativa homogénea do programa, composta principalmente por guionistas brancos, também contribuiu para uma crítica mais ampla, segundo a qual 30 Rock muitas vezes não tratava a questão racial com a mesma perspicácia que tratava a questão do género. Apesar destes erros, Fey reconheceu mais tarde que a intenção não desculpa o impacto de tais imagens e, aquandoos dos protestos antirracistas nos Estados Unidos em 2020 iniciados após a morte de George Floyd em 2020, juntamente com Robert Carlock, solicitou a remoção de quatro episódios — "Believe in the Stars", "Christmas Attack Zone", a versão transmitida na Costa Leste de "Live Show" e "Live from Studio 6H" — de todas as plataformas de streaming e de transmissão em redifusão, devido a conteúdo que inclui ou descreve cenas que apresentam personagens em blackface. Esta controvérsia deu origem a uma conversa contínua sobre o facto de 30 Rock ter conseguido ultrapassar os limites em algumas áreas, mas ter ficado aquém noutras, particularmente no que diz respeito à representação da raça e dos grupos sub-representados.
Embora a série incluísse personagens LGBTQ+, recorria frequentemente a estereótipos prejudiciais, como a representação de personagens masculinas homossexuais através do tropo do "predador sexual homossexual," uso de termos desactualizados e retrato de indivíduos transgénero como caricaturas, assim como piadas sobre lésbicas relacionadas ao aspeto ou o comportamento de Liz, reduzindo ao absurdo quaisquer traços não femininos. Estas representações foram criticadas por perpetuarem narrativas prejudiciais ao invés de promoverem uma representação genuína. Em uma das suas spresentações de comédia stand-up, Tracy Morgan proferiu comentários considerados homofóbicos por grupos LGBT e apoiantes dos direitos dos homossexuais. Estes comentários foram incorporados numa trama do episódio "Idiots Are People Two!" numa maneira recebida como insensível.
No caso de Liz, embora frequentemente celebrada como um ícone feminista, algumas críticas focaram-se naquilo a que se chamou "Liz Lemonismo," com um estudo elaborado pela Universidade do Colorado em Boulder argumentando que a série apresentava uma forma limitada e privilegiada de feminismo. Inicialmente retratada como uma mulher inteligente e competente, Liz torna-se infantilizada ao longo da série, com a sua personagem cada vez mais dependente de Jack e a sua inteligência aparentemente reduzida, prejudicando a imagem forte e capaz que personificava no início. As mulheres, em geral, eram muitas vezes objectificadas ou retratadas como pouco inteligentes na série, com personagens como Jenna e Cerie a serem retratadas como estúpidas ou vaidosas, confiando na sua aparência para obter atenção.

### Legado
Nos últimos anos, 30 Rock tem mantido uma base de fãs dedicada que prospera em comunidades digitais e redes sociais. A transmissão do programa coincidiu com o surgimento das plataformas de redes sociais, permitindo o envolvimento com os fãs e a criação de momentos virais que se estenderam para além da tradicional exibição da transmissão. Em 2020, "A One-Time Special" foi produzido para promover Peacock, o serviço de streaming da NBC. Este público relativamente restrito aumentou a influência de 30 Rock e expandiu o seu impacto. Frases de efeito como "That's a deal-breaker!" e "I want to go to there", assim como cenas dos seus episódios, ficaram enraizadas na cultura popular online através de memes, GIFs, representações artísticas e discussões sobre citações e episódios favoritos. Os diversos programas fictícios criados em 30 Rock são hoje analisados como uma previsão da "absurdez" de reality shows e conteúdo em streaming produzidos a partir do a década de 2000, com exemplos como Ultimate Slip 'N Slide e Unidentified with Demi Lovato sendo mencionados.
No dia 28 de Janeiro de 2013, a empresa fabricadora de sorvetes Ben & Jerry's anunciou os seus planos de lançar um gelado em homenagem ao fim da série. Os detalhes foram revelados por Jerry Greenfield, o co-fundador da empresa, na festa de encerramento de 30 Rock, e o sorvete em si foi colocado nas lojas a partir de meados de Fevereiro. Nomeado em homenagem à personagem principal da série, o Iogurte Gelado Grego Liz Lemon é um iogurte gelado grego de limão com um remoinho de mirtilo, e os lucros obtidos das suas foram enviados à fundação de caridade Jump Start Kids.
Para a sua publicação de 31 de Janeiro de 2013, como uma homenagem à série, a Rolling Stone colocou Morgan, Fey e Baldwin na sua capa. Morgan e Baldwin estavam fantasiados de Super-Homem enquanto Fey estava vestida com uma blusa branca e uma saia castanha. Dodai Stewart, jornalista do blogue Jezebel, ficou intrigado com esta imagem, sentindo que apenas Fey deveria aparecer vestida de Super-Mulher, uma vez que "ela é a estrela, a produtora executiva, a pessoa por detrás da escolha de Tracy Morgan e Jack McBrayer, e de acordo com o IMDb, ela tem créditos de escrita de argumento em 135 episódios."